# Иранское геофизическое общество
Иранское геофизическое общество (перс. انجمن ژئوفيزيك ايران‎) — одно из научных обществ Ирана, созданное для развития геофизики в стране с целью её разностороннего практического использования.

## История
Иранское геофизическое общество было создано 31 января 1976 г. под названием «Иранское национальное геофизическое общество» и после регистрации в официальном реестре страны (№ 9270) 25 октября 1976 г. начало свою деятельность. После победы Исламской революции Общество возобновило свою работу в 2001 г., и в настоящее время в нём трудится уже третий состав Совета управляющих.

## Обязанности и направления деятельности
1. Проведение научных исследований на национальном и международном уровнях силами специалистов, так или иначе имеющих дело с науками о земле.

2. Сотрудничество с органами исполнительной власти и научно-исследовательскими учреждениями в сфере оценки, пересмотра и реализации образовательных и исследовательских проектов и программ, соответствующих направлению деятельности Общества.

3. Стимулирование исследователей и чествование выдающихся учёных.

4. Предоставление образовательных, исследовательских и научно-технических услуг.

5. Проведение научных конференций на национальном, региональном и международном уровнях.

6. Публикация научных монографий и периодических изданий.

## Научные группы Общества
1. Специализированные группы

2. Комитет по образовательной и исследовательской деятельности

3. Издательский комитет

4. Комитет по статистике и информации

5. Комитет по протоколу и связям с общественностью

6. Комитет по проведению научных конференций